# Lucilia richardsi
Lucilia richardsi är en tvåvingeart som beskrevs av Collin 1926. Lucilia richardsi ingår i släktet Lucilia och familjen spyflugor. Arten är reproducerande i Sverige. Inga underarter finns listade i Catalogue of Life.